# Bati Ndarr
Bati Ndarr (Schreibvarianten: Bati Ndar) ist eine Ortschaft im westafrikanischen Staat Gambia.
Nach einer Berechnung für das Jahr 2013 leben dort etwa 940 Einwohner, das Ergebnis der letzten veröffentlichten Volkszählung von 1993 betrug 624.

## Geographie
Bati Ndarr, in der Central River Region im Distrikt Upper Saloum am nördlichen Ufer des Gambia-Flusses. Der Ort liegt rund drei Kilometer westlich der Chamen Bridge und rund 4,5 Kilometer südlich von Njau an der North Bank Road, einer wichtigen Fernstraße von Gambia.